# Aditon
Aditon (grško Άδυτον ali latinsko adytum) je omejeno območje v celi grškega ali rimskega templja. Njegovo ime je pomenilo "nedostopen" ali "ni vstopa". Aditon je pogosto majhno območje na najbolj oddaljenem koncu cele od vhoda: v Delfih meri le 2,7 do 3,6 metra. Aditon je pogosto niša s kultno podobo božanstva.
Aditoni so bili prostori rezervirani za preročišča, svečenice in duhovnike in ne za širšo javnost. Aditon je bil najden pogosto v povezavi s templji Apolona, kot v Didimah, Basi, Klaros, Delosu in Delfih, čeprav so tudi pravili, da so naravni pojav. Ti kraji so bili pogosto namenjeni božanstvom, katere so častili pred Apolonom in lahko segajo v prazgodovinska obdobja, kot so Delfi, ki pa so bili izpodrinjeni v času klasične grške kulture. 
V sodobni rabi se izraz včasih uporablja za podobne prostore v drugih kulturnih okoljih, kot so egiptovski templji ali zahodne šole misterijev, graditelji Adytum